# Ocucajea picklingi
Ocucajea picklingi (лат.) — вид вымерших китообразных семейства базилозаврид, живших в морях среднего эоцена (бартонский век) на территории современного Перу.
Ocucajea picklingi известна по голотипу MUSM 1442, частичному скелету. Ископаемые остатки были найдены на участке Archaeocete Valley формации Паракас. Название роду было дано в честь городка Ocucaje в провинции Ика, а видовой эпитет — в честь José Luis Pickling Zolezzi, натуралиста и художника, который сделал значительный вклад в перуанскую палеонтологию.
Ocucajea отличалась от Saghacetus и Dorudon меньшим размером и морфологией черепа: носовые кости Ocucajea простирались дальше челюстей, а носовой отросток, как у Saghacetus, отсутствовал.